# Banja Tejan-Sie
Sir Banja Tejan-Sie GCMG (1917-2000) foi o Governador Geral de Serra Leoa e um dos fundadores do Partido Popular da Serra Leoa (SLPP). Foi condecorado por Sua Majestade a Rainha, com a mais ilustre Ordem - a Grã-Cruz da Ordem de São Miguel e São Jorge, GCMG. Tejan-Sie nasceu no distrito de Moyamba, na atual Província do Sul, filho de um famoso clérigo muçulmano e estudioso da tribo Fula. Tejan-Sie foi educado na Bo School e na Prince of Wales School antes de continuar sua educação na London School of Economics.